# Marile speranțe (roman)

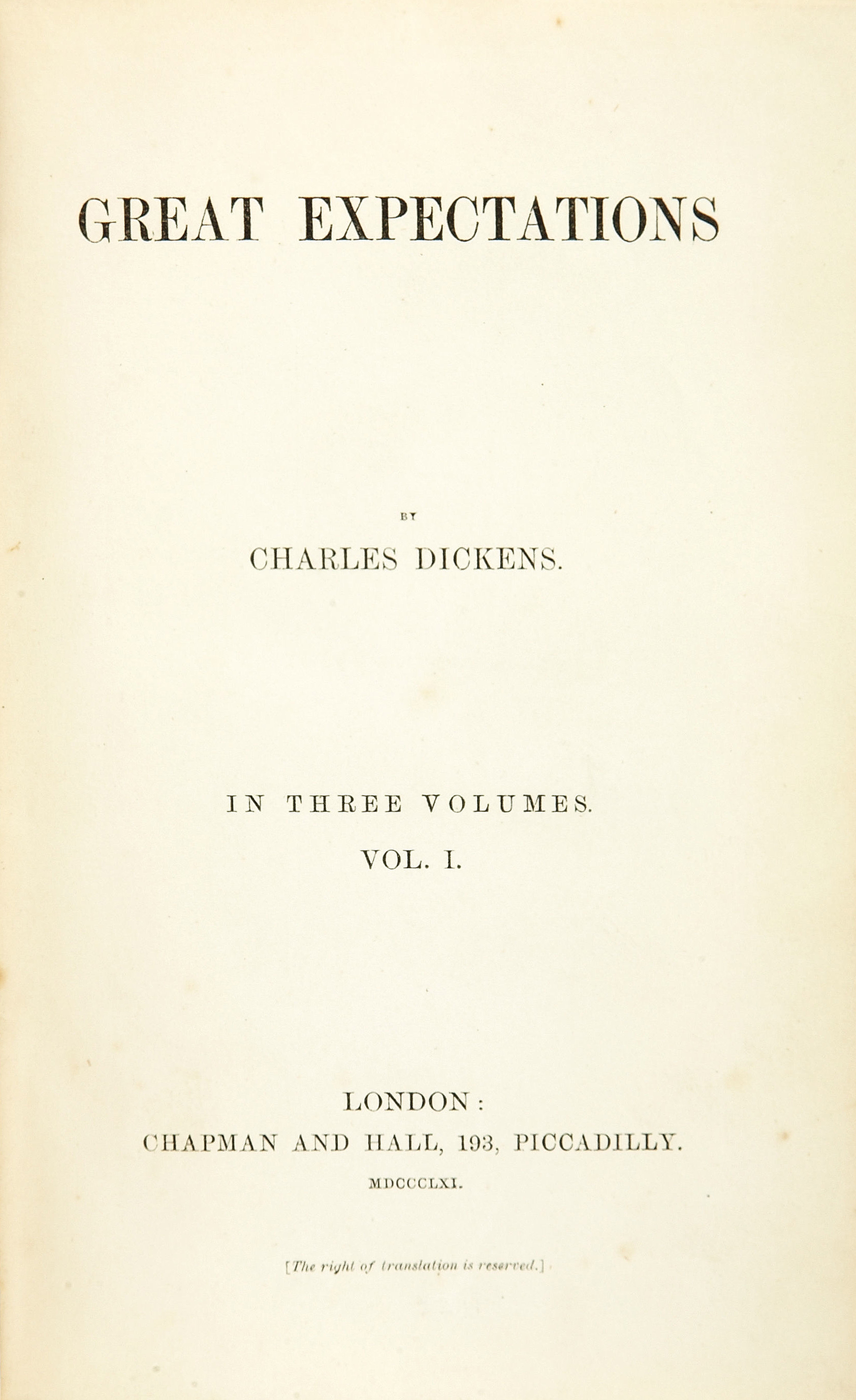

Marile speranțe (în engleză Great Expectations) este un roman din 1860 - 1861 scris de Charles Dickens, scriitor englez. Acțiunea romanului urmărește evenimentele ce i se întâmplă unui băiat în timpul maturizării sale.

## Povestea
În ajunul Crăciunului din 1812, Pip, un orfan de 6 ani, se întâlnește cu niște evadați în curtea Bisericii din sat, în timp ce vizita mormintele părinților și rudelor. Unul dintre evadați îl obligă pe Pip să fure mâncare și să-l ducă undeva, la adăpost. Pip îl aduce în casa în care locuia și el, împreună cu sora lui mai mare, o persoană rea, și cu soțul acesteia, Joe Gargery, un fierar, dar care era mai bun la inimă decât consoarta lui. A doua zi, soldații îi recapturează pe evadați și sunt înapoiați vaselor cu prizonieri, de unde scăpaseră cu o zi în urmă.
Dna. Havisham, o celibatară bogată, care poartă o rochie veche de mireasă și trăiește în Satis House, o clădire dărăpănată, îl întreabă pe unchiul lui Pip, Pumblechook (care este, de fapt, unchiul lui Joe), să găsească un băiat care să se joace cu Estella, fiica ei adoptivă. Pip începe să vină din ce în ce mai des la dna. Havisham și la Estella, de care se îndrăgostește, la îndemnul  dnei. Havisham. În timpul unei vizite de-a lui Pip, acesta îl aduce și pe Joe, care veni și cu sora lui Pip. În timpul absenței celor doi, aceasta este atacată de niște oameni misterioși și este nevoită să-și petreacă restul zilelor pe patul de spital.
Câțiva ani mai târziu, pe când Pip este învățăcel la fierăria lui Joe, dl. Jaggers, un avocat, îi spune că a primit o avere destul de mare de la un anonim binefăcător și că trebuie să plece cât mai repede la Londra, unde va trebui să devină un gentleman. Presupunând că dna. Havisham este anonimul binefăcător, Pip o vizitează pe ea și pe Estella, cea din urmă tocmai întorcându-se de la studiile de pe continent.
Mulți ani mai târziu, Pip, adult fiind, este înglodat în datorii. Abel Magwitch, evadatul pe care Pip l-a ajutat, i se prezintă acestuia ca binefăcătorul anonim. Exista un mandat pentru arestarea lui Magwitch în Anglia, de aceea, dacă va fi prins, urma să fie spânzurat. Pip, împreună cu prietenii lui, Herbert Pocket și Startop, pregătesc un plan pentru a-l face dispărut pe Magwitch, cu ajutorul unei bărci. Pip descoperă că Estella este fiica lui Magwitch și a menajerei lui Jaggers, Molly, cea pe care acesta a apărat-o într-un proces de crimă și care a renunțat la fiica ei pentru a fi adoptată de dna. Havisham.
Pip descoperă că dna. Havisham a fost părăsită chiar în ziua nunții ei, de unde și comportamentul ei ciudat și dorința de a se răzbuna pe toți bărbații. De aceea, dna. Havisham a folosit-o pe Estella pentru a-i frânge inima lui Pip. Acesta o chestionează pe dna. Havisham în legătură cu trecutul Estellei. În urma unui accident, rochia dnei. Havisham ia foc. Pip o salvează, dar aceasta moare, în cele din urmă, din cauza arsurilor.
Cu câteva zile înainte ca planul să aibă loc, fostul ucenic al lui Joe, Orlick, cel care a fost vinovat pentru atacul asupra soției lui Joe, îl răpește pe Pip. Herbert Pocket și prietenii lui îl salvează pe Pip și se pregătesc pentru evadare.
În timpul evadării, Magwitch îl omoară pe inamicul lui, Compeyson, omul care a părăsit-o pe dna. Havisham în ziua nunții. Poliția îl capturează pe Magwitch și îl închid la închisoare. Pip îl vizitează pe Magwitch, care este foarte bolnav, și îi spune că Estella, fiica lui, trăiește. Cu ultima suflare, Magwitch îi răspunde lui Pip cu o strângere de mână, după care moare, înainte de a fi executat. Pip se îmbolnăvește și este tras la răspundere pentru niște datorii neplătite. Joe vine în ajutorul acestuia. Acesta are grijă de Pip și îi plătește datoria. Pip își dă seama că, orbit de frumusețea Estellei, l-a ignorat complet pe Joe. Pentru a-și repara greșeala, Pip se duce în satul natal pentru a o cere în căsătorie pe Biddy, o prietenă din copilărie, dar aceasta era deja măritată cu Joe.
Pip își cere scuze lui Joe, iar acesta le acceptă. Cum Pip și-a pierdut averea odată cu moartea lui Magwitch, acesta nu mai poate fi gentleman. Pip îi promite lui Joe că îi va înapoia banii și se duce în Egipt, unde împarte o cămăruță cu Herbert și Clara, și muncește ca funcționar.
Unsprezece ani mai târziu, Pip vizitează ruinele de la Satis House și o întâlnește pe Estella, de care Bentley Drummle, răposatul ei soț, a abuzat. Ea îi cere lui Pip să o ierte, asigurându-l că acum a deschis ochii și că îl va iubi numai pe el. În timp ce Pip și Estella pleacă împreună, acesta nu vede „nicio urmă a ceea ce a fost odată Satis House”.